# Nelo flora
Nelo flora là một loài bướm đêm trong họ Geometridae.